# Richard Alba
Pour les articles homonymes, voir Alba.
Richard D. Alba, né le 22 décembre 1942 et mort le 4 juin 2025, est un sociologue américain, professeur au CUNY Graduate Center. Il est connu pour avoir adapté la théorie de l'assimilation au contexte de l'immigration multi-raciale à la fin du XXe siècle et au début du XXIe siècle, avec des travaux portant sur les États-Unis, la France et l'Allemagne.

## Biographie
Richard Alba grandit à New York, où il étudie à la Bronx High School of Science puis à l'université Columbia. 
Son ouvrage le plus notable est Remaking the American Mainstream (2003), co-écrit avec Víctor Nee, qui a reçu le prix Thomas & Znaniecki de l'American Sociological Association et le prix Mirra Komarovsky de l'Eastern Sociological Society, qui a fait partie des ouvrages de sociologie les plus cités entre 2008 et 2012. 
Il a écrit sur l'assimilation des italo-américains aux États-Unis, et publié des ouvrages portant sur l'évolution de l'« Amérique blanche » par l'assimilation de certaines minorités auparavant considérées comme éloignées du mainstream (Ethnic Identity: The Transformation of White America, 1990), ou encore l'évolution du concept de « mainstream » de la population américaine pour inclure des populations non-blanches (Blurring the Color Line: The New Chance for a More Integrated America, 2009).
Richard Alba meurt le 4 juin 2025 à l'âge de 82 ans.

## Publications
- Italian Americans: Into the Twilight of Ethnicity, Englewood Cliffs: Prentice Hall, 1984,  (ISBN 0135066689)
- Ethnic Identity: The Transformation of White America, Yale University Press, New Haven, 1990,  (ISBN 0300052219)
- Remaking the American Mainstream: Assimilation and Contemporary Immigration, Harvard University Press, Cambridge, 2003,  (ISBN 0674018133) (avec Victor Nee)
- Blurring the Color Line: The New Chance for a More Integrated America, Harvard University Press, Cambridge, 2012,  (ISBN 0674064704)
- Strangers No More: Immigration and the Challenges of Integration in North America and Western Europe, 2015, Princeton University Press, Princeton,  (ISBN 0691176205) (avec Nancy Foner)
- The Great Demographic Illusion: Majority, Minority, and the Expanding American Mainstream, Princeton University Press, Princeton,  (ISBN 9780691201634)